# Hyophila argentinica
Hyophila argentinica är en bladmossart som beskrevs av Thériot 1935. Hyophila argentinica ingår i släktet Hyophila och familjen Pottiaceae. Inga underarter finns listade i Catalogue of Life.